# Seznam predsednikov Združenih držav Amerike
Predsednik Združenih držav Amerike je najvišji politični položaj v državi, saj združuje funkciji  vodje države in vodje vlade Združenih držav Amerike. Izvoljen je posredno za štiriletni mandat prek elektorskega kolegija. Poleg vodenja izvršne veje zvezne vlade je predsednik tudi vrhovni poveljnik oboroženih sil Združenih držav. Od ustanovitve urada leta 1789 je 45 moških služilo v 46 predsedniških mandatih. Prvi predsednik, George Washington, je bil enoglasno izvoljen s strani elektorskega kolegija. Grover Cleveland je služil dva nezaporedna mandata in je zato štet kot 22. in 24. predsednik Združenih držav, kar je povzročilo neskladje med številom predsednikov in številom posameznikov, ki so bili predsedniki.

## Predsedniki
| Št. | Portret                                                      | Ime (rojstvo-smrt)                 | Mandat                            | Stranka | Stranka                                             | Volitve             | Podpredsednik                                                                             |
| --- | ------------------------------------------------------------ | ---------------------------------- | --------------------------------- | ------- | --------------------------------------------------- | ------------------- | ----------------------------------------------------------------------------------------- |
| 1   | Painting of George Washington                                | George Washington (1732–1799)      | 30 april 1789 – 4 marec 1797      |         | Neodvisni                                           | 1788–1789 1792      | John Adams                                                                                |
| 2   | Painting of John Adams                                       | John Adams (1735–1826)             | 4 marec 1797 – 4 marec 1801       |         | Federalistična                                      | 1796                | Thomas Jefferson                                                                          |
| 3   | Painting of Thomas Jefferson                                 | Thomas Jefferson (1743–1826)       | 4 marec 1801 – 4 marec 1809       |         | Demokratsko- republikanska                          | 1800 1804           | Aaron Burr George Clinton                                                                 |
| 4   | Painting of James Madison                                    | James Madison (1751–1836)          | 4 marec 1809 – 4 marec 1817       |         | Demokratsko- republikanska                          | 1808 1812           | George Clinton Nezasedno po 20. aprilu 1812 Elbridge Gerry Nezasedno po 23. novembru 1814 |
| 5   | Painting of James Monroe                                     | James Monroe (1758–1831)           | 4 marec 1817 – 4 marec 1825       |         | Demokratsko- republikanska                          | 1816 1820           | Daniel D. Tompkins                                                                        |
| 6   | Painting of John Quincy Adams                                | John Quincy Adams (1767–1848)      | 4 marec 1825 – 4 marec 1829       |         | Demokratsko- republikanska Nacionalna republikanska | 1824                | John C. Calhoun                                                                           |
| 7   | Painting of Andrew Jackson                                   | Andrew Jackson (1767–1845)         | 4 marec 1829 – 4 marec 1837       |         | Demokratska                                         | 1828 1832           | John C. Calhoun Nezasedeno po 28. decembru 1832 Martin Van Buren                          |
| 8   | Painting of Martin Van Buren                                 | Martin Van Buren (1782–1862)       | 4 marec 1837 – 4 marec 1841       |         | Demokratska                                         | 1836                | Richard Mentor Johnson                                                                    |
| 9   | Painting of William Henry Harrison                           | William Henry Harrison (1773–1841) | 4 marec 1841 – april 4, 1841      |         | Whig                                                | 1840                | John Tyler                                                                                |
| 10  | Black-and-white photographic portrait of John Tyler          | John Tyler (1790–1862)             | April 4, 1841 – 4 marec 1845      |         | Whig Neodvisen                                      | –                   | Nezaseden položaj med celotnimj predsidnekovanjem                                         |
| 11  | Black-and-white photographic portrait of James K. Polk       | James K. Polk (1795–1849)          | 4 marec 1845 – 4 marec 1849       |         | Demokratska                                         | 1844                | George M. Dallas                                                                          |
| 12  | Black-and-white photographic portrait of Zachary Taylor      | Zachary Taylor (1784–1850)         | 4 marec 1849 – 9 julij 1850       |         | Whig                                                | 1848                | Millard Fillmore                                                                          |
| 13  | Black-and-white photographic portrait of Millard Fillmore    | Millard Fillmore (1800–1874)       | 9 julij 1850 – 4 marec 1853       |         | Whig                                                | –                   | Nezaseden položaj med celotnimj predsidnekovanjem                                         |
| 14  | Black-and-white photographic portrait of Franklin Pierce     | Franklin Pierce (1804–1869)        | 4 marec 1853 – 4 marec 1857       |         | Demokratska                                         | 1852                | William R. King Nezasedeno po 18. aprilu 1853                                             |
| 15  | Black-and-white photographic portrait of James Buchanan      | James Buchanan (1791–1868)         | 4 marec 1857 – 4 marec 1861       |         | Demokratska                                         | 1856                | John C. Breckinridge                                                                      |
| 16  | Black-and-white photographic portrait of Abraham Lincoln     | Abraham Lincoln (1809–1865)        | 4 marec 1861 – april 15, 1865     |         | Republikanska National Union                        | 1860 1864           | Hannibal Hamlin Andrew Johnson                                                            |
| 17  | Black-and-white photographic portrait of Andrew Johnson      | Andrew Johnson (1808–1875)         | 15 april 1865 – 4 marec 1869      |         | National Union Demokratska                          | –                   | Nezaseden položaj med celotnimj predsidnekovanjem                                         |
| 18] | Black-and-white photographic portrait of Ulysses S. Grant    | Ulysses S. Grant (1822–1885)       | 4 marec 1869 – 4 marec 1877       |         | Republikanska                                       | 1868 1872           | Schuyler Colfax Henry Wilson Nezasedeno po 22. novembru 1875                              |
| 19  | Black-and-white photographic portrait of Rutherford B. Hayes | Rutherford B. Hayes (1822–1893)    | 4 marec 1877 – 4 marec 1881       |         | Republikanska                                       | 1876                | William A. Wheeler                                                                        |
| 20  | Black-and-white photographic portrait of James A. Garfield   | James A. Garfield (1831–1881)      | 4 marec 1881 – september 19, 1881 |         | Republikanska                                       | 1880                | Chester A. Arthur                                                                         |
| 21  | Black-and-white photographic portrait of Chester A. Arthur   | Chester A. Arthur (1829–1886)      | 19 september 1881 – 4 marec 1885  |         | Republikanska                                       | –                   | Nezaseden položaj med celotnimj predsidnekovanjem                                         |
| 22  | Black-and-white photographic portrait of Grover Cleveland    | Grover Cleveland (1837–1908)       | 4 marec 1885 – 4 marec 1889       |         | Demokratska                                         | 1884                | Thomas A. Hendricks Nezasedeno po 25. novembru 1885                                       |
| 23  | Black-and-white photographic portrait of Benjamin Harrison   | Benjamin Harrison (1833–1901)      | 4 marec 1889 – 4 marec 1893       |         | Republikanska                                       | 1888                | Levi P. Morton                                                                            |
| 24  | Black-and-white photographic portrait of Grover Cleveland    | Grover Cleveland (1837–1908)       | 4 marec 1893 – 4 marec 1897       |         | Demokratska                                         | 1892                | Adlai Stevenson I                                                                         |
| 25  | Black-and-white photographic portrait of William McKinley    | William McKinley (1843–1901)       | 4 marec 1897 – 14 september 1901  |         | Republikanska                                       | 1896 1900           | Garret Hobart Nezasedeno po 21. novembru 1899 Theodore Roosevelt                          |
| 26  | Black-and-white photographic portrait of Theodore Roosevelt  | Theodore Roosevelt (1858–1919)     | 14 september 1901 – 4 marec 1909  |         | Republikanska                                       | – 1904              | Nezeasedno po 4. marcu 1905 Charles W. Fairbanks                                          |
| 27  | Black-and-white photographic portrait of William Howard Taft | William Howard Taft (1857–1930)    | 4 marec 1909 – 4 marec 1913       |         | Republikanska                                       | 1908                | James S. Sherman Nezasedeno po 30. oktobru 1912                                           |
| 28  | Black-and-white photographic portrait of Woodrow Wilson      | Woodrow Wilson (1856–1924)         | 4 marec 1913 – 4 marec 1921       |         | Demokratska                                         | 1912 1916           | Thomas R. Marshall                                                                        |
| 29  | Black-and-white photographic portrait of Warren G. Harding   | Warren G. Harding (1865–1923)      | 4 marec 1921 – 2 avgust 1923      |         | Republikanska                                       | 1920                | Calvin Coolidge                                                                           |
| 30  | Black-and-white photographic portrait of Calvin Coolidge     | Calvin Coolidge (1872–1933)        | 2 avgust 1923 – 4 marec 1929      |         | Republikanska                                       | – 1924              | Nezasedeno po 4. marcu 1925 Charles G. Dawes                                              |
| 31  | Black-and-white photographic portrait of Herbert Hoover      | Herbert Hoover (1874–1964)         | 4 marec 1929 – 4 marec 1933       |         | Republikanska                                       | 1928                | Charles Curtis                                                                            |
| 32  | Photographic portrait of Franklin D. Roosevelt               | Franklin D. Roosevelt (1882–1945)  | 4 marec 1933 – 12 april 1945      |         | Demokratska                                         | 1932 1936 1940 1944 | John Nance Garner Henry A. Wallace Harry S. Truman                                        |
| 33  | Photographic portrait of Harry S. Truman                     | Harry S. Truman (1884–1972)        | 12 april 1945 – 20 januar 1953    |         | Demokratska                                         | – 1948              | Nezasedeno do 20. januarja 1949 Alben W. Barkley                                          |
| 34  | Photographic portrait of Dwight D. Eisenhower                | Dwight D. Eisenhower (1890–1969)   | 20 januar 1953 – 20 januar 1961   |         | Republikanska                                       | 1952 1956           | Richard Nixon                                                                             |
| 35  | Photographic portrait of John F. Kennedy                     | John F. Kennedy (1917–1963)        | 20 januar 1961 – 22 november 1963 |         | Demokratska                                         | 1960                | Lyndon B. Johnson                                                                         |
| 36  | Photographic portrait of Lyndon B. Johnson                   | Lyndon B. Johnson (1908–1973)      | 22 november 1963 – 20 januar 1969 |         | Demokratska                                         | – 1964              | Nezasedeno do 20. januarja 1965 Hubert Humphrey                                           |
| 37  | Photographic portrait of Richard Nixon                       | Richard Nixon (1913–1994)          | 20 januar 1969 – 9 avgust 1974    |         | Republikanska                                       | 1968 1972           | Spiro Agnew Nezasedeno: 10. oktober – 6. december 1973 Gerald Ford                        |
| 38  | Photographic portrait of Gerald Ford                         | Gerald Ford (1913–2006)            | 9 avgust 1974 – 20 januar 1977    |         | Republikanska                                       | –                   | Nezasedeno do 19. decemebra 1974 Nelson Rockefeller                                       |
| 39  | Photographic portrait of Jimmy Carter                        | Jimmy Carter (1924–2024)           | 20 januar 1977 – 20 januar 1981   |         | Demokratska                                         | 1976                | Walter Mondale                                                                            |
| 40  | Photographic portrait of Ronald Reagan                       | Ronald Reagan (1911–2004)          | 20 januar 1981 – 20 januar 1989   |         | Republikanska                                       | 1980 1984           | George H. W. Bush                                                                         |
| 41  | Photographic portrait of George H. W. Bush                   | George H. W. Bush (1924–2018)      | 20 januar 1989 – 20 januar 1993   |         | Republikanska                                       | 1988                | Dan Quayle                                                                                |
| 42  | Photographic portrait of Bill Clinton                        | Bill Clinton (r. 1946)             | 20 januar 1993 – 20 januar 2001   |         | Demokratska                                         | 1992 1996           | Al Gore                                                                                   |
| 43  | Photographic portrait of George W. Bush                      | George W. Bush (r. 1946)           | 20 januar 2001 – 20 januar 2009   |         | Republikanska                                       | 2000 2004           | Dick Cheney                                                                               |
| 44  | Photographic portrait of Barack Obama                        | Barack Obama (r. 1961)             | 20 januar 2009 – 20 januar 2017   |         | Demokratska                                         | 2008 2012           | Joe Biden                                                                                 |
| 45  | Photographic portrait of Donald Trump                        | Donald Trump (r. 1946)             | 20 januar 2017 – 20 januar 2021   |         | Republikanska                                       | 2016                | Mike Pence                                                                                |
| 46  | Photographic portrait of Joe Biden                           | Joe Biden (r. 1942)                | 20 januar 2021 – 20 januar 2025   |         | Demokratska                                         | 2020                | Kamala Harris                                                                             |
| 47  | Photographic portrait of Donald Trump                        | Donald Trump (r. 1946)             | 20 januar 2025 – Sedanji          |         | Republikanska                                       | 2024                | JD Vance                                                                                  |